# Bulle immobilière américaine des années 2000
La bulle immobilière américaine des années 2000 était une bulle immobilière observée à l'échelle nationale aux États-Unis sur l'ensemble du marché immobilier américain et en particulier en Californie, Floride, Nevada, Oregon, Colorado, Michigan, les États du Nord et du Sud-Ouest.
Sur le plan national, un pic de l'indice des prix immobiliers a été observé début 2005. Le déclin brutal commencé début 2006  par la crise des subprimes se poursuit toujours à l'heure actuelle[Passage à actualiser] avec une baisse observée le 27 décembre 2011 par l'indice Case-Shiller des prix immobiliers .
L'augmentation du nombre de saisies et expropriations en 2006-2007 à la suite de la baisse des prix a provoqué la crise financière de 2007-2008 se répercutant sur les différentes catégories du secteur des prêts hypothécaire américains (crédits subprime, Alt-A, prime). En octobre 2007, le secrétaire du Trésor américain, à l'époque Henry Paulson, a qualifié l'explosion de la bulle immobilière comme « le risque le plus important pour notre économie ».
L'explosion de la bulle immobilière a eu non seulement un impact direct sur la valeur nette des habitations mais également sur le marché hypothécaire américain, les promoteurs, les constructeurs, les commerces de détail spécialisés, les hedge funds ainsi que les banques étrangères provoquant une récession à l'échelle nationale puis mondiale.
Les craintes liées aux importantes conséquences possibles sur l'économie américaine de l'explosion de la bulle immobilière américaine ont amené le président George W. Bush et le président de la Réserve fédérale Ben Bernanke à procéder à un sauvetage limité des propriétaires en difficulté pour rembourser leur crédit hypothécaire. En 2008, le gouvernement américain a alloué 900 milliards de dollars en prêts et sauvetages divers dont environ la moitié de la somme aux agences quasi-gouvernementales : la Federal National Mortgage Association (Fannie Mae), la Federal Home Loan Mortgage Corporation (Freddie Mac) et la Federal Housing Administration.

## Contexte

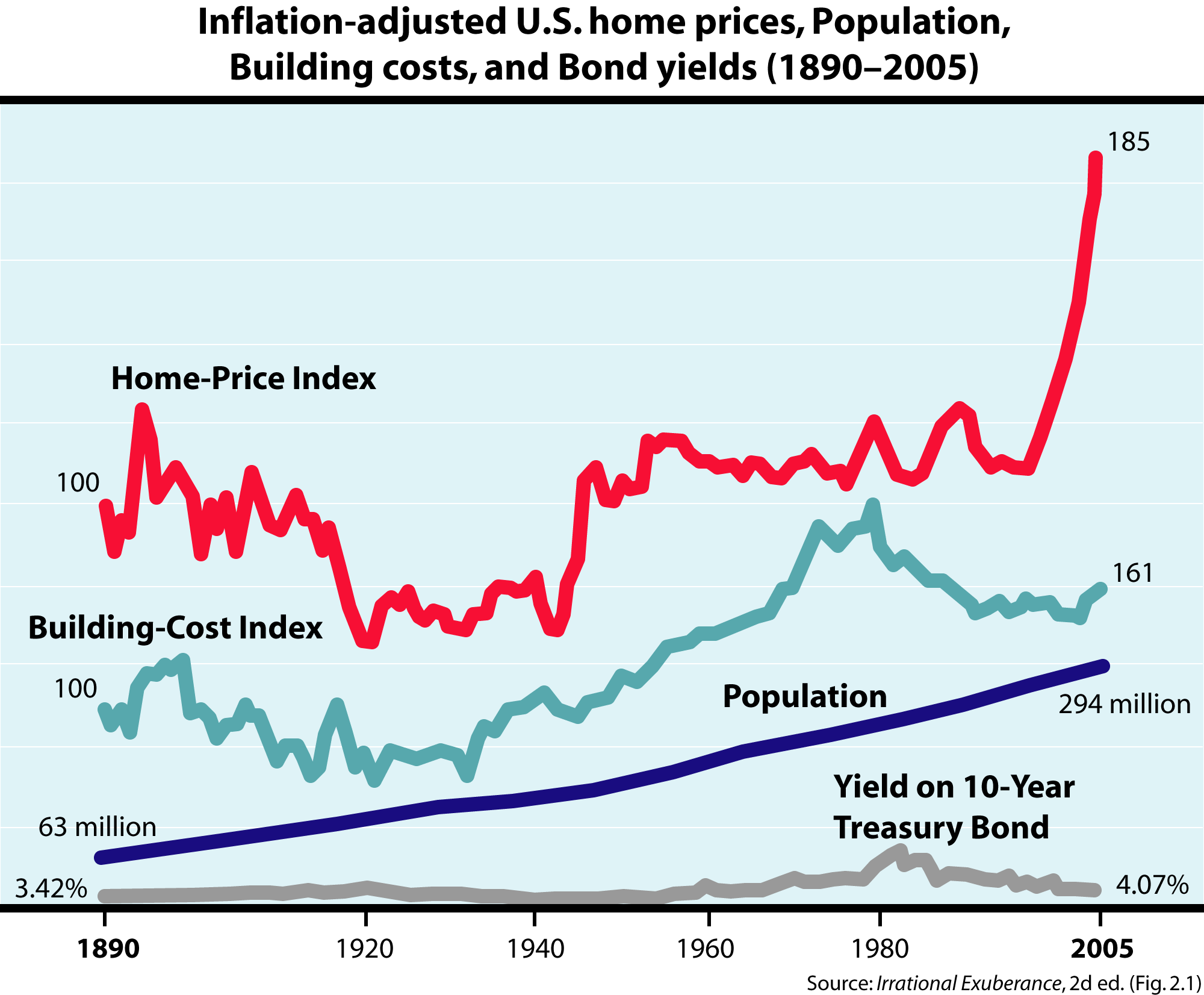
Graphe de l'économiste Robert Shiller confrontant l'indice historique des prix de l'immobilier américain ajustés par rapport à l'évolution de la population, les coûts de construction ainsi que les taux d'intérêt du trésor américain à 10 ans. Ce dernier est extrait de la seconde édition Exubérance irrationnelle (livre), 2nd ed. Robert Shiller a montré qu'en tenant compte de l'inflation, les prix ont augmenté de 0,4 % par an durant la période 1890–2004 et de 0,7 % par an durant les années 1940–2004, tandis que les données de l'administration américaine (US Census Data) de 1940–2004 suggèrent plutôt un accroissement de 2 % par an de la valeur des biens immobiliers.

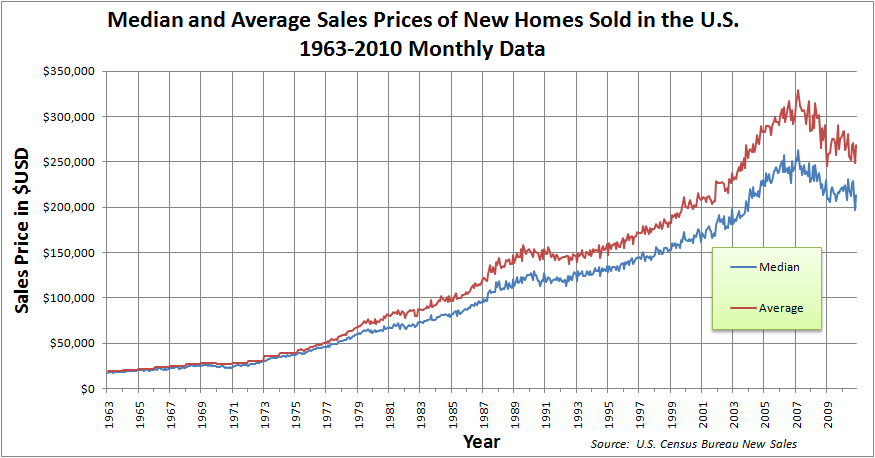
Évolution de la valeur moyenne et médiane des prix des maisons neuves vendues aux États-Unis de 1963 à 2010

Une bulle immobilière peut survenir à l'échelle locale ou globale au niveau d'un marché immobilier.
Les dernières phases de la bulle sont caractérisées par des hausses rapides de la valeur des biens jusqu'à atteindre des niveaux irrationnels par rapport aux revenus, au ratio prix/loyer et enfin par rapport aux différents indices de solvabilité. Cette phase est généralement suivie d'une baisse générale des prix immobiliers laissant les acquéreurs dans une position de negative equity où la dette liée au prêt immobilier est bien supérieure à la valeur du bien immobilier.
Les causes sous-jacentes d'une bulle immobilière sont complexes. De nombreux facteurs ont été suggérés par les économistes comme des taux d'intérêt faibles, une politique accommodante de prêts de la part des banques et enfin une fièvre spéculatives,,,,. Cette bulle peut être reliée à la bulle internet  des années 1990,,,,. 
La bulle immobilière américaine coïncide également avec de nombreuses autres observées au Royaume-Uni, en Espagne, France, Belgique, Pologne, Hongrie, Roumanie, Ukraine, Russie, Maroc, à Hong Kong et en Corée du Sud,, qui, pour le marché américain a commencé en 2004 – 2005,,,,,. 
L'ancien responsable de la banque centrale américaine Alan Greenspan qui a fortement baissé les taux d'intérêt à court terme afin de limiter la récession de 2001-2002 a reconnu le fait qu'il existait une bulle dans le domaine de l'immobilier, et il a également admis, au début de la crise des subprimes, « Je n'en ai pris conscience que très tardivement en 2005 et 2006 ». 
La crise des subprimes a été engendrée par l'impossibilité pour un grand nombre de propriétaires de rembourser les mensualités de leur emprunt lorsque le taux variable, initialement beaucoup plus bas durant  la période promotionnelle, s'est ajusté au taux usuel du marché. Le président-directeur général de l'agence hypothécaires Freddie Mac, Richard F. Syron (en), qui a reconnu « Il y avait une bulle », ainsi que l'économiste Robert Shiller préviennent que la valeur des biens immobiliers est surévaluée et que la correction durera des années avec probablement plusieurs milliers de milliards de $ de pertes sur la valeur des biens . Greenspan alerte sur une forte baisse possible à deux chiffres des biens immobiliers, bien supérieure à celle envisagée par la plupart des personnes. Les problèmes pour les accédants à la propriété possédant un bon historique de crédit apparaissent mi-2007 provoquant aussi une mise en garde du plus grand prêteur américain, Countrywide Financial, qu'une reprise dans le secteur ne pourrait pas être espérée au moins avant 2009 parce que les prix baissaient à un rythme jamais observé sauf peut-être durant la grande dépression. 
L'impact de l'explosion de la valeur des biens immobiliers sur l'économie américaine depuis la récession de 2001-2002 a été un important facteur de reprise économique parce qu'une part significative du boom de la consommation des ménages a été reliée à l'explosion du refinancement hypothécaire qui a permis à de nombreuses personnes à la fois de réduire le montant de la traite de leur prêt immobilier avec des taux d'intérêt plus bas et  d'extraire des liquidités du capital de leur maison, la valeur de cette dernière ayant fortement augmenté. Généralement, il est souvent admis qu'une bulle ne peut être détectée qu'après-coup par les nombreux acteurs lors de la phase de correction et du retour vers la tendance historique.

## Identification de la bulle immobilière
Bien qu'il soit communément admis qu'une bulle spéculative est difficile à identifier avant son explosion, plusieurs économistes (principalement fin 2004 et au début 2005), en observant de nombreux facteurs économiques, ont déclaré qu'il y avait une bulle immobilière aux États-Unis,,,,,,,. Néanmoins, le fait qu'il n'y aurait pas eu de mises en garde au sujet d'une possible crise a été balayé en août 2008 par le New York Times qui relate le fait que Richard F. Syron (en), le président général de Freddie Mac a reçu une note de David Andrukonis, l'ancien responsable de la gestion des risques en 2003 sur le fait que Freddie Mac finançait des prêts risqués qui menaçaient la stabilité financière de la société. Dans cette note, M.. Andrukonis a écrit que « ces prêts seraient susceptibles de causer un énorme risque financier et sur la réputation de l'entreprise et du pays » . L'article révèle que plus de deux douzaines de hauts responsables ont reconnu que M. Syron avait simplement décidé d'ignorer ces mises en garde. D'autres avertissements datent de 2001 lorsqu'un des membres du conseil supérieur de la Réserve fédérale Edward Gramlich posa la question des risques causés par les prêts à risques dits subprimes. L'agence Reuters rapporte en octobre 2007 qu'un analyste de Merrill Lynch a émis des craintes sur le fait que des entreprises pourraient souffrir de leurs investissements dans les prêts subprimes. Le magazine Economist spécifie que « la hausse mondiale des prix immobiliers est la plus grande bulle de l'histoire »  impliquant que toute explication de la bulle immobilière doit tenir compte de causes globales mais également de facteurs spécifiques à ceux des États-Unis. Le responsable de la Réserve Fédérale, Alan Greenspan a déclaré mi-2005 qu'au minimum, il a y au minimum un peu de mousse (au niveau du marché immobilier américain… Il est difficile de ne pas voir qu'il y a localement de nombreuses bulles; en 2007, Greenspan admettra que le terme « mousse » était un euphémisme de « bulle ». Au début 2006, le président Bush déclara au sujet du boom immobilier : « si les maisons deviennent trop chères, les gens arrêteront d'acheter…l'économie doit être cyclique » .
Sur la base des statistiques du marché immobilier qui indiquent un déclin du marché, des ventes en baisse, une augmentation du stock de logements mis en vente, des prix médians en baisse et l'augmentation du taux de défauts, des économistes ont conclu que la correction au niveau du marché immobilier américain a commencé en 2006, Un article extrait du magazine Fortune en mai 2006 déclare que « la grande bulle immobilière a finalement commencé à dégonfler… Dans de nombreuses parties du pays, les listes de baisse de prix ont remplacé les listes d'attente ou les banales enchères pour la révervation d'appartements »
L'économiste en chef de Freddie Mac et le directeur du centre des études immobilières de l'université de Harvard (Harvard University's Joint Center for Housing Studies, JCHS) ont nié l'existence d'une bulle immobilière à l'échelle nationale et ont exprimé des doutes sur le fait qu'un déclin significatif des prix immobiliers fût possible au vu de la hausse des prix depuis la  dépression des années 1930 et de l'anticipation de l'accroissement de la demande par la génération du Baby boom et du taux bas de chômage,, Néanmoins des voix se sont exprimées sur le fait que financement reçu par le JCHS par l'industrie immobilière ont affecté son jugement David Lereah, le précédent chef de l'association des agents immobiliers (NAR) a distribué le rapport anti-bulle en août 2005 afin de « répondre aux accusations irresponsables faites par les médias et les universités locales »  En outre, le rapport déclare que « la population ne doit pas être inquiète sur le fait que les prix immobiliers augmentent plus rapidement que les revenus des ménages et qu'il n'existe aucun risque d'une bulle immobilière au vu de la demande sur le marché immobilier et d'autres facteurs économiques prévisibles, et qu'un ralentissement dans la croissance des prix immobiliers peut être envisagé mais dans de nombreuses régions, la pénurie va persister et les prix immobiliers sont susceptibles de continuer à croître par rapport aux normes historiques ». À la suite de rapports indiquant un déclin rapide des ventes et une baisse des prix en août 2006, Lereah a admis qu'il envisageait « que les prix immobiliers baissent de 5 % à l'échelle nationale, plus dans certains marchés moins dans d'autres. Dans d'autres métropoles comme en Floride et en Californie où les prix ont atteint des sommets pourraient subir un atterrissage dur ».
Les ventes nationales ainsi que les prix baissent de manière dramatique en mars 2007 — le déclin le plus important depuis 1989 et la crise des Savings and loan. Selon les données de la NAR, les ventes étaient en baisse de 13 % de 482 000 par rapport au pic de 554 000 en mars 2006, et le prix médian national a baissé de 6 %, à 217 000 $ contre 230 200 $ en juillet 2006. John A. Kilpatrick de Greenfield Advisors dont les propos sont rapportés par Bloomberg News le 14 juin 2007 établit le lien entre le nombre croissant de personnes dont les maisons sont repossédées par les banques et au niveau local la baisse des prix immobiliers : « Vivre dans une région où de nombreuses personnes perdent leurs maisons peut engendrer une baisse de 10 à 20 % de la valeur du bien immobilier…dans certains cas cela laisser le propriétaire le laissant en  negative equity. Les maisons juste à côté vont être touchées » . Le sénat américain Banking Committee mène des auditions sur la bulle immobilière et les pratiques de prêts immobiliers en 2006, intitulées « La bulle immobilière et son implication pour l'économie » et « Estimation du risque: évaluation des emprunts non-traditionnels »  À la suite de la crise des subprimes et l'explosion de l'industrie financières des prêts subprimes en mars 2007, le sénateur Chris Dodd, responsable du Banking Committee auditionne les responsables de cinq firmes de prêts à risques afin de témoigner et d'expliquer leur politique d'offre de prêts. Le sénateur Dodd a déclaré que les pratiques de prêts prédatrices ont mis en danger des millions de propriétaires. Les sénateurs démocrates comme le Chuck Schumer de New York ont également proposé un sauvetage par le gouvernement fédéral des emprunteurs de prêts à risque de manière à sauver ces propriétaires qui risquent de perdre leur résidence.

## Évolution de l'indice immobilier Case-Shiller
Les indices immobiliers suivants résument l'ampleur de la bulle immobilière et illustre aussi son dégonflement. Le premier graphique représente l'évolution de l'indice Case-Shiller qui décrit les prix du marché immobilier ancien  durant la période 1987-2001. Cet indice est basé sur la méthode des ventes répétées et a été un indicateur  fiable du retournement du marché immobilier américain.  L'explosion des prix à partir des années 2000 peut être remarquée, la figure suivante illustrant les variations annuelles vertigineuses de cet indice supérieure à 15 % durant les années 2005-2006. La contrepartie est un effondrement des prix en 2009 jamais observé.

Indices historiques américains pour l'immobilier ancien
Indice historique des prix des logements (1987-2011) non corrigé de l'inflation pour les principales métropoles américaines (indice Case-Shiller).
Variation en glissement annuel corrigée des variations saisonnières de l'indice Case-Shiller illustrant les hausses de prix annuelles vertigineuses (2004-2006).

## Bulle nationale ou bulles locales?

Variation à l'échelle des États-Unis des prix immobiliers ajustés de l'inflation par États (période 1998-2006)

Indice Case-Shiller de 2000 à 2011 des vingt principales métropoles américaines.

L'augmentation des prix immobiliers n'a  pas été uniforme, ce qui a fait dire à certains économistes, dont l'ancien responsable de la Réserve fédérale Alan Greenspan, que les États-Unis ne connaissaient pas en soi une bulle à l'échelle nationale, mais un certain nombre de bulles localisées. Néanmoins, en 2007, Greenspan admit qu'il y avait effectivement une bulle immobilière et que l'ensemble de l'écume formée s'était agglomérée en une bulle unique ". Malgré des politiques accommodantes de prêts et de faibles taux d'intérêt, de nombreuses régions ont subi une hausse très limitée durant la bulle. Sur les 20 plus grandes métropoles suivies par l'indice immobilier S&P/Case-Shiller comme le montre la figure au-dessus, six (Dallas, Cleveland, Détroit, Denver, Atlanta, et Charlotte) ont été l'objet d'une hausse de moins de 10 % ajustée de l'inflation en 2001–2006. Durant la même période, 7 métropoles (Tampa, Miami, San Diego, Los Angeles, Las Vegas, Phoenix, et Washington) se sont appréciées de plus de 80 %. Néanmoins, les bulles immobilières ne sont pas observées toujours au même endroit et à la même époque. Par exemple, à San Diego et à Los Angeles, il a déjà été observé des hausses de prix très importantes durant le boom des années 1990 tandis que les bulles à Las Vegas et à Phoenix ne se sont développées qu'en 2003 et 2004 respectivement.
Paradoxalement, lors du dégonflement de la bulle immobilière, dans des métropoles (comme Denver et Atlanta), des taux élevés de saisie ont été observés bien qu'ils ont été relativement épargnés par la bulle immobilière. Ce phénomène a également été observé dans certaines villes de la Rust Belt comme Détroit et Cleveland, où des économies relativement faibles à l'échelle locale ont produit une hausse modeste des prix durant les années 2000 et un déclin significatif et un taux de saisie important en 2007. En janvier, la Californie, le Michigan, l'Ohio et la Floride étaient les États avec des taux très élevés de saisies. En juillet 2008, les prix en glissement annuel ont baissé dans 24 des 25 métropoles américaines, la Californie et le Sud-Ouest subissant les plus grandes baisses de prix. Selon les statistiques, uniquement Milwaukee a vu une hausse des prix après juillet 2007.

## Effets collatéraux
La hausse sans précédent des prix immobiliers entre 1997 et 2005 a été à l'origine de larges effets au niveau de l'économie des États-Unis :
- L'effet le plus important est sur le marché de la construction de maisons neuves. En 2005, 1 283 000 nouvelles maisons ont été vendues par rapport à une moyenne de 609 000 par an durant la période 1990-1995[59]. Les constructeurs les plus importants comme D. R. Horton, D. R. Horton et D. R. Horton ont vu le sommet de leur capitalisation boursière et de leurs bénéfices en 2004-2005. Les actions de D. R. Horton's sont montées de 3 $ au début des années 1997 à un plus haut de 42,82 $ le 20 juillet 2005. Les bénéfices de Pulte Corp's ont augmenté de 2,33 milliards en 1996 à 14,69 milliards en 2005[60],[61],[62]
- Extraction de liquidité- les prêts basés sur le capital immobilier et le refinancement ont grossi de manière considérable depuis le début des années 1990. Selon les estimations de la Réserve fédérale, en 2005 les propriétaires ont extrait 750 milliards en capital de leurs maisons (par rapport à un niveau de 106 milliards en 1996), dépensant les 2/3 pour de la consommation personnelle, travaux d'embelissement de la maison et les dettes de cartes de crédits[63].
- Il est largement admis que la croissance d'activité économique produite par le gonflement de la bulle immobilière en 2001-2003 a permis d'éviter une récession très importante de l'économie américaine à la suite de l'explosion de la bulle Internet[64]
- La croissance rapide des prix et l'exacerbation des différences de prix a forcé de nombreux résidents à fuir les centres hors de prix des zones métropolitaines, engendrant une croissance explosive exurbs dans certaines régions. La population de Riverside County en Californie a quasiment doublé, de 1 170 413 en 1990 à 2 026 803 en 2006, à cause de sa relative proximité des villes de San Diego et Los Angeles. Sur la côte Est, comté de Loudoun près de Washington a vu sa population tripler entre 1990 et 2006 [65]. [citation nécessaire]

La correction du marché immobilier  a inversé certaines de ces tendances ,. En août 2007, la valeur des actions de D.R. Horton et Pulte Corp a baissé d'un tiers par rapport à leurs sommets respectifs, les ventes de résidences étant en forte chute. Certaines des villes et des régions qui ont été l'objet d'une croissance importante durant la période 2000-2005 ont commencé à observer un taux de saisies très important. Il a été suggéré que la faiblesse de l'industrie immobilière et la chute de consommation causée par l'extraction de capital par les ménages américains pourrait aboutir à une récession. En mars 2008, la société Thomson Financial constate que l'indice d'activité de la Réserve fédérale de Chicago pour février a envoyé le signal que la récession a probablement commencé…". Le prix des actions de Fannie Mae et de Freddie Mac s'effondre en 2008, parce que les investisseurs sont inquiets de leur manque de capital pour faire face aux pertes de leur portefeuille de 5 000 milliards de prêts et de garanties diverses.

## Correction du marché immobilier
En se basant sur les tendances historiques des prix immobiliers américains,, de nombreux économistes et journalistes ont prédit des corrections de l'ordre de quelques pour cent, jusqu'à 50 % ou plus, de la valeur dans certains marchés,,,, et bien que l'atterrissage n'ait pas affecté toutes les régions des États-Unis, un certain nombre se sont alarmés du fait que la correction pourrait être violente et sévère,. L'économiste en chef, Mark Zandi du service de recherche économique de l'entreprise Moody's  a prédit un krach avec une dépréciation à deux chiffres dans certaines villes américaines en 2007–2009 ,,. Dans un papier présenté au symposium économique de la Réserve Fédérale en août 2007, l'économiste Robert Shiller a prévenu que : « les exemples des cycles précédents indiquent que les baisses majeures au niveau des prix réels du marché immobilier dans certaines régions sont possibles à partir d'aujourd'hui et dans un futur proche » .

## Explosion du marché subprime

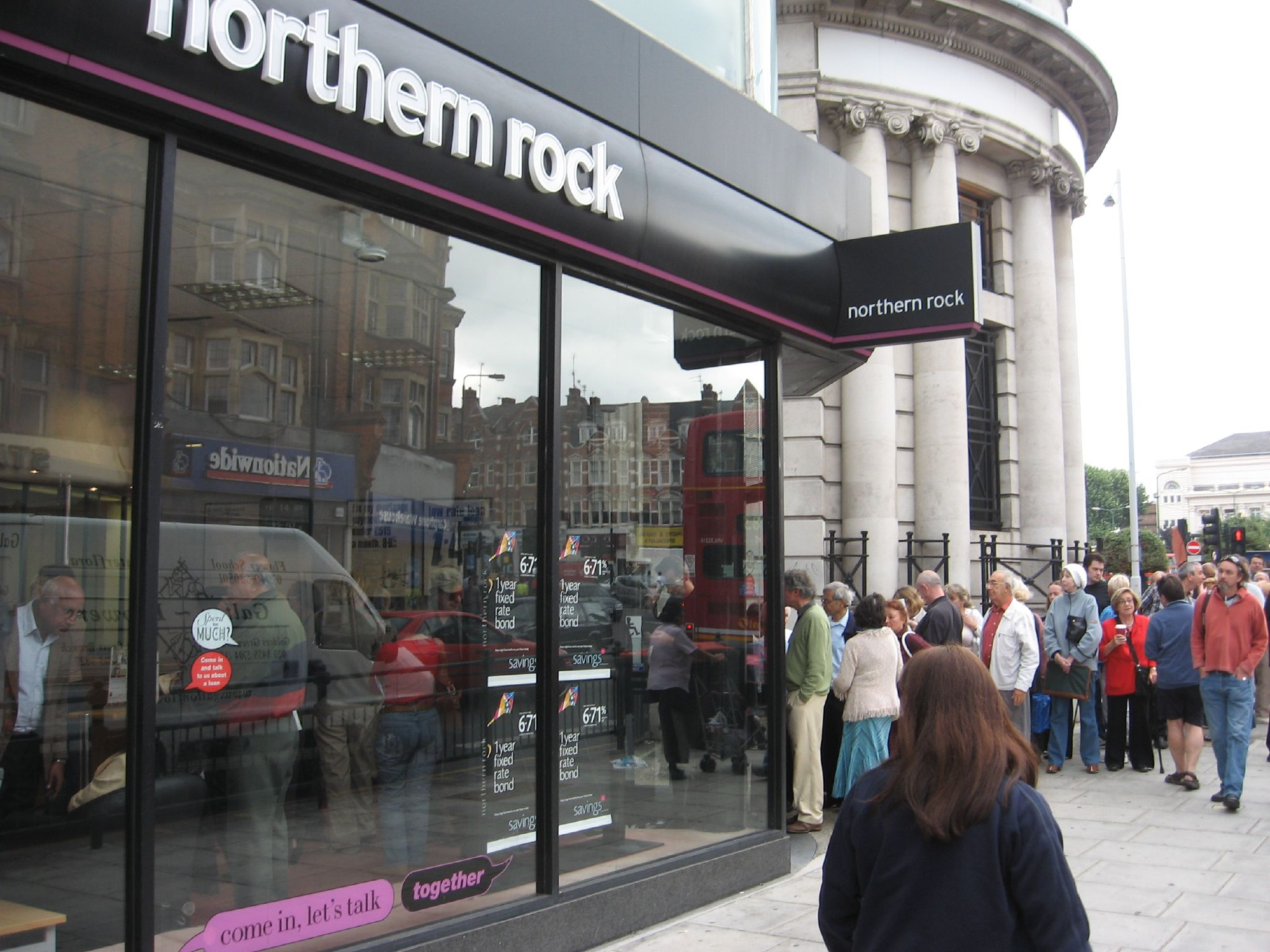
Bank run des clients de la banque britannique Northern Rock attendant devant la porte des agences afin de retirer leurs économies lors de la panique liée à la crise des subprimes

En mars 2007, l'industrie financière américaine liée aux crédits immobiliers risqués dit "subprimes" s'effondre à cause d'un taux bien plus important que prévu de défauts, provoquant la banqueroute de plus de 25 courtiers, tandis que de nombreux autres annoncent des pertes colossales et se mettent en vente Les actions du principal courtier en prêts subprimes du pays,  New Century Financial, plongent de 84 % au milieu des enquêtes de la justice américaine (département de la Justice), avant de se déclarer en faillite sous l'égide du chapitre 11, le 2 avril 2007, avec un passif excédant 100 millions de $. Le manager du plus grand fonds obligataire américain PIMCO a prévenu en juin 2007 que la crise des subprimes n'était pas un événement localisé et que celle-ci aurait un impact sur l'économie et sur les prix immobiliers. Bill Gross, l'un des plus respectables experts financiers, a également critiqué d'une manière sarcastique les notes de l'agence de crédit Moody's attribuées aux titres CDO, ces actifs financiers étant susceptibles de s'effondrer : 

« AAA? Vous avez été charmé, Mr. Moody's et Mr. Poor's par le maquillage, les haut talons ou le tatouage en bas du dos ?" Beaucoup de ces jolies "filles" ne sont pas des actifs ayant une valeur faciale de 100 ... Le problème majeur est qu'il y ait 100 milliards de dollars de ces "déchets" toxiques... Celui-ci réside au cœur de l'Amérique, avec des millions et millions de maisons surévaluées. »

Le magazine Business Week s'est également fait l'écho de prévisions par des analystes financiers que l'explosion du marché des prêts subprimes aurait comme conséquence une baisse de revenus pour les grandes banques d'investissement de Wall Street au niveau des opérations de Bourse, au niveau des prêts adossés à des obligations (titres hypothécaires), dont Bear Stearns, Lehman Brothers, Goldman Sachs, Merrill Lynch et Morgan Stanley. La solvabilité de deux  hedge funds gérés par Bear Stearns a été mise en péril en juin 2007, après que la banque Merrill Lynch a vendu des actifs saisis et que trois autres banques ont fermé leurs positions. Les fonds avaient 20 milliards de $ d'actifs en portefeuille mais avaient perdu des milliards sur des obligations adossées à des prêts à risques subprimes. La société H&R Block a également rapporté avoir fait une perte trimestrielle de 677 millions de $ sur différentes transactions qui incluent le courtier en prêts à risques, ainsi que des dépréciations et des provisions sur des prêts et la baisse des prix des emprunts sur le marché secondaire. La valeur des actifs nets s'est effondrée de 21 % au 30 avril 2007  Le responsable du cabinet de consultant pour l'industrie financière Wakefield Co. met en garde sur le fait que 

« Cela sera une crise sans aucune comparaison avec les précédentes. Des milliards vont être perdus. »

 La banque d'investissement Bear Stearns s'engage à fournir un prêt de 3,2 milliards de $, le 22 juin 2007, afin de sauver ses hedges funds risquant l'explosion à cause de mauvais paris sur les prêts immobiliers subprimes. Face à ces évènements, Peter Schiff, le président d'Euro Pacific Capital, a souligné que si les obligations des fonds de Bear Stearns étaient vendues aux enchères sur le marché, des valeurs bien plus faibles de ces actifs seraient révélées. Schiff a également ajouté « ceci forcerait les autres fonds spéculatifs à évaluer d'une manière similaire la valeur de leurs actifs. Ce serait incroyable qu'une solution émerge de Wall Street afin d'arriver à une telle catastrophe...? Néanmoins, leurs véritables faiblesses vont révéler les abysses dans lesquelles le marché immobilier est sur le point de plonger ». 
Le New York Times fait le lien entre cette crise des fonds spéculatifs et une politique laxiste en matière de prêts : « La crise cette semaine, avec le quasi-effondrement des deux hedges funds gérés par Bear Stearns, provient directement du marché immobilier et de la chute par les critères laxistes d'octroi de prêts qui ont fait pleuvoir l'argent sur le marché mais laissant ensuite de nombreuses personnes avec d'énormes difficultés pour garder leurs maisons. »
La crise financière s'accentue le 9 août 2007 avec l'annonce de la banque française BNP Paribas sur ses difficultés à évaluer à leur juste valeur des actifs de trois fonds communs de placement de types monétaire à cause d'une exposition aux marchés subprimes américains. De manière à faire face à cette exposition potentielle (mais pas encore quantifiée) des banques européennes au marché subprime américain, la Banque centrale européenne (BCE) réagit immédiatement aux perturbations de marché en ouvrant massivement des lignes de crédit de 96,8 milliards € (130 milliards de $) à faible taux d'intérêt . Le jour suivant la propagation de la panique financière au sujet des restrictions de crédits qui se sont propagées à l'Europe, la banque centrale américaine (FED) a également conduit des opérations d'open market, de manière à injecter 38 milliards de $ de réserves temporaires afin d'aider le système financier à surmonter les effets du  tarissement du crédit (credit crunch) . De manière à minimiser les effets des restrictions de crédit, le 17 août à 8h15 du matin, le président de la Réserve fédérale, Ben Bernanke, décide de baisser son taux directeur, qui correspond au taux de prêt entre les banques commerciales et la réserve fédérale, de 50 points de base, de 5,75 % à 6,25 %. La raison invoquée par la réserve fédérale américaine est que les turbulences observées sur les marchés financiers ont accru le risque d'un déclin économique. Au début de l'effondrement de l'industrie financière des prêts subprimes, le sénateur Chris Dodd, responsable du comité Banking Committee tient des audiences en mars 2007 dans lesquelles il est demandé aux responsables des cinq plus grand courtiers de prêts subprimes d'exposer et d'expliquer leur politique d'octroi de prêts. Dodd a déclaré que les pratiques de prêts prédatrices menaçaient des millions de propriétaires. De manière complémentaire, les sénateurs démocrates comme le sénateur de New York Chuck Schumer ont proposé un sauvetage par le gouvernement fédéral des emprunteurs à risques comme celui de la crise des Savings and Loan, de manière à éviter aux propriétaires la perte de leur résidence. Les opposants à cette proposition de loi ont mis en lumière le fait qu'un sauvetage par le gouvernement des emprunteurs à risque n'était pas dans les intérêts de l'économie américaine, parce qu'il va créer un mauvais précédent et un aléa moral et qu'il aggraverait dans le futur les problèmes de spéculation au niveau du marché immobilier.
Lewis Ranieri de Salomon Brothers, créateur du marché des titres hypothécaires dans les années 1970, a mis en garde au sujet de l'impact futur des défauts sur les emprunts : 

« On est au début de la tempête... Si vous pensez que la situation est mauvaise, imaginez ce qu'il en sera au milieu de la crise. »

 Selon lui, plus de 100 milliards de dollars en prêts hypothécaires sont susceptibles d'être en défaut lorsque les problèmes observés au niveau du marché à risque (subprime) vont aussi émerger sur le marché des prêts conventionnels (prime) . Il est important de rappeler que l'ancien responsable de la réserve fédérale, Alan Greenspan, a glorifié dans un discours en 2005 la croissance de l'industrie des prêts hypothécaires à risques (subprimes) et les outils utilisés pour s'assurer de la solvabilité des emprunteurs. Greenspan a été fortement critiqué pour son rôle dans la formation de la bulle immobilière et de la crise économique de 2008 qui a suivi, à cause des remarques précédentes et les encouragements qu'il a formulé pour utiliser ces prêts à taux variable ,  ,  Concernant l'exubérance irrationnelle au niveau de la croissance des crédits risqués, Greenspan concèdera plus tard : « Je ne m'en suis réellement rendu compte qu'en fin 2005 et 2006. » 
Le 13 septembre 2007, la banque britannique Northern Rock demande à la Banque d'Angleterre (BOE) un financement d'urgence à cause des problèmes de liquidités liés à la crise des subprimes. Ces problèmes ont précipité un bank run au niveau des différentes agences de la Northern Rock au Royaume-Uni par des clients effrayés qui ont transféré « environ deux milliards de livres en seulement trois jours » .

### Livres
- June Fletcher (2005), House Poor: Pumped Up Prices, Rising Rates, and Mortgages on Steroid - How to Survive the Coming Housing Crisis, New York: Collins.  (ISBN 0-06-087322-1).
- Fred E. Foldvary (2007), The Depression of 2008, Berkeley: The Gutenberg Press.  (ISBN 0-9603872-0-X).
- John R. Talbott (2006). Sell Now!: The End of the Housing Bubble, New York: St. Martin's Griffin.  (ISBN 0-312-35788-5).
- John R. Talbott (2003). The Coming Crash in the Housing Market, New York: McGraw-Hill.  (ISBN 0-07-142220-X).
- Elizabeth Warren and Amelia Warren Tyagi (2003). The Two-Income Trap: Why Middle Class Mothers and Fathers are Going Broke, New York: Basic Books.  (ISBN 0-465-09082-6).

### Articles
- (en) « Hear that hissing sound? », The Economist,‎ 8 décembre 2005 (lire en ligne)
- (en) « After the fall », The Economist,‎ 16 juin 2005 (lire en ligne)
- (en) « In come the waves », The Economist,‎ 16 juin 2005 (lire en ligne)
- (en) « Will the walls come falling down? », The Economist,‎ 20 avril 2005 (lire en ligne)
- (en) « Still want to buy? », The Economist,‎ 3 mai 2005 (lire en ligne)
- (en) « The American economy: A phoney recovery », The Economist,‎ 26 février 2004 (lire en ligne)
- (en) « House of cards », The Economist,‎ 29 mai 2003 (lire en ligne)
- (en) « Going through the roof », The Economist,‎ 28 mai 2002 (lire en ligne)
- (en) « Take It From Japan: Bubbles Hurt », The New York Times,‎ 25 décembre 2005 (lire en ligne)
- (en) June Fletcher, « Is the Party Really Over For the Housing Boom? », The Wall Street Journal,‎ 10 février 2006 (lire en ligne)
- (en) Dean Baker, « The Housing Bubble Fact Sheet », Center for Economic and Policy Research,‎ juillet 2005 (lire en ligne [PDF])
- Fred E. Foldvary (1997), "The Business Cycle: A Georgist-Austrian Synthesis," American Journal of Economics and Sociology 56(4):521–41, octobre.
- N. Gregory Mankiw et David N. Weil (1989). "The baby boom, the baby bust, and the housing market", Regional Science and Urban Economics, vol. 19, No.2, mai 1989, p. 235–258.
- (en) Paul Krugman, « Housing Gets Ugly », The New York Times,‎ 25 août 2006 (lire en ligne)
- (en) Robert J. Samuelson, « Home Is Where the Worry Is », The Washington Post,‎ 11 octobre 2006 (lire en ligne)
- « "America's Rental Housing: The Key to a Balanced National Policy" »(Archive.org • Wikiwix • Archive.is • Google • Que faire ?) (consulté le 20130318), Joint Center for Housing Studies, université Harvard, 2007